# آسانوو (باشقیرستان)
آسانوو (انگلیسی: Asanovo, Republic of Bashkortostan) یک شهرک در شهرستان اوفیمسکی استان باشقیرستان کشور روسیه است.